# Calicivirus
Calicivirus är en familj av  RNA-virus som orsakar vinterkräksjukan. Till den här virusfamiljen hör både norovirus och sapovirus. 
Calicivirus tillhör en större familj av virus som består av tretton arter, uppdelade i elva släkten.  Förutom de virus som orsakar vinterkräksjuka finns även andra virus inom familjen som orsakar sjukdomar hos djur, såsom katters calicivirus (andningssjukdom), kaniners hemorragiska sjukdomsvirus (ofta dödlig hepatit) och Norwalk-gruppen av virus (gastroenterit).Calicivirus infekterar naturligt ryggradsdjur och har påträffats hos en mängd olika organismer som människor, nötkreatur, grisar, katter, höns, reptiler, delfiner och amfibier.
Calicivirus har en enkel uppbyggnad och saknar ett omgivande fetthölje. Deras skal har en hexagonal/sfärisk form och icosahedral symmetri (T=1 eller T=3) med en diameter på 35–39 nm.

## Etymologi
Calici- kommer från det latinska ordet calyx och det grekiska ordet kalyx. Orden betyder en kopp eller kalk, en calix. Detta kommer från att virusen har synliga koppformade gropar. 

## Taxonomi
Följande släkten erkänns:
- Bavovirus
- Lagovirus
- Minovirus
- Nacovirus
- Nebovirus
- Norovirus
- Recovirus
- Salovirus
- Sapovirus
- Valovirus
- Vesivirus

Ett antal andra calicivirus förblir oklassificerade, inklusive hönscalicivirus.

## Livscykel
Virus kommer in i värdcellen genom att binda till specifika mottagare på cellens yta, vilket leder till att värdcellen upptar viruset genom endocytos. Viruset kopierar sig själv genom viral replikation i värdcellens cellvätska, cytoplasman.  Replikationen följer mönstret för positiv-strängade RNA-virus. Den här består av flera steg, däribland transkription och translation. För transkription används en metod som är typisk för denna virusklass. Translationen sker genom en process som kallas läckande scanning, och RNA-terminering följd av återinitiering.
Ryggradsdjur fungerar som de naturliga värdarna för viruset. Smittspridningen sker via fekal-oral överföring.

## Historia
Att fastställa exakt vilket virus som orsakade sjukdomarna tog många decennier på grund av svårigheterna att odla viruset i cellodling. På 1940- och 1950-talen, både i USA och Japan, kunde calicivirus inte odlas i kultur, men som ett experiment gavs bakteriefritt filtrat från diarré till frivilliga för att undersöka om virus fanns i deras avföring. Dessa experiment visade att icke-bakteriella, filtrerbara agens hade förmågan att orsaka tarmsjukdomar hos människor. 1968 ledde ett utbrott på en grundskola i Norwalk, Ohio (Norwalk-virus) till att avföringsprover återigen gavs till frivilliga och passagerades till andra personer. Slutligen, 1972, isolerade Kapikian och hans kollegor Norwalk-viruset från frivilliga genom att använda immun-elektronmikroskopi, en metod som innebär att man direkt undersöker antikropp-antigen-komplex. Klassificeringen av denna virusstam blev prototypen för andra arter och små, rundformade virus som senare kom att kallas norovirus.